# Patrik Fahlgren
Patrik Erik Fahlgren, född 27 juni 1985 i Partille, är en svensk handbollstränare och tidigare handbollsspelare (mittnia). Han är sedan 2018 tränare för Hammarby IF och sedan 2024 assisterande förbundskapten till Michael Apelgren för Sveriges herrlandslag.

## Spelarkarriär

### Klubbspel
Patrik Fahlgren började spela handboll i Partilleklubben IK Sävehof. Han debuterade där 17 år gammal i A-laget 2002. Under sina sju år Sävehof hade han Rustan Lundbäck som tränare. Han var med och vann två SM-guld i IK Sävehof, 2004 och 2005. 2009 skrev han kontrakt med tyska storklubben SG Flensburg-Handewitt. 2011 skiftade han till MT Melsungen efter att inte ha fått förlänga med Flensburg. I Melsungen spelade han i sex säsonger.
Efter åtta säsonger i Bundesliga vände han hem till Sverige, men valde Stockholm och Hammarby IF av familjeskäl. Han vann under sin första säsong skytteligan och blev vald till Handbollsligans MVP. Säsongen efter tog han över som spelande tränare för laget. Han spelade en säsong till och avslutade sedan sin spelarkarriär, och fortsatte i Hammarby som enbart tränare. 2024 spelade han Trim-SM och vann turneringen med Café Lillan HF.

### Landslagsspel
Fahlgren fick debutera i ungdomslandslagen och spelade 50 U-kamper med 181 gjorda mål i dessa. Han spelade 53 A-landskamper och gjorde 67 mål för Sveriges landslag. Han landslagsdebuterade i en träningslandskamp före VM 2009 den 9 januari mot Kuwait. Mästerskapsdebuten skedde vid VM 2009 i Kroatien, då han blev inkallad som reserv efter att Lukas Karlsson skadat sig. Sedan  dröjde det fem år innan Fahlgren gjorde sin nästa mästerskapsturnering. Fahlgren deltog vid EM 2014 i Danmark och VM 2015 i Qatar. Sista landskampen spelade han vid 26 januari 2015 i Qatar-VM mot Polen.

## Tränarkarriär
Fahlgren ledde Hammarby till vinst i Allsvenskan 2020/2021, och Hammarby uppflyttades åter till Handbollsligan efter två säsonger i Allsvenskan.
Säsongen 2022/2023 ledde han Hammarby till final i Svenska cupen, och till första SM-semifinalen på 14 år. Han blev då uttagen i Handbollsligans All star team som Årets tränare. 
Säsongen 2024/2025 tog han SM-silver med Hammarby IF efter förlust i finalserien med 3-1 i matcher mot Ystads IF.

## Individuella utmärkelser
Som spelare
- Skytteligavinnare Handbollsligan 2017/2018
- MVP (Mest Värdefulla Spelare) Handbollsligan 2017/2018
- Elitseriens (nuvarande Handbollsligan) bäste mittnia 2007/2008 och 2008/2009

Som tränare
- All star team Handbollsligan som Årets tränare 2022/2023